# Juan Abascal Fuentes
Juan Abascal Fuentes (Sevilla, 26 de julio de 1922-ibidem, 4 de agosto de 2003) fue un profesor, escultor e imaginero español.

## Biografía
Nació el 26 de julio de 1922 en una familia de raigambre sevillana, siendo el menor de siete hermanos. Estudió en el Colegio San Francisco de Paula de su ciudad natal. 
Desde muy joven descubre su vocación artística, espoleada por su primo, el pintor Juan Balcera. Simultánea sus estudios de Bachillerato con los artísticos, en la Escuela de Artes y Oficios de la capital andaluza, donde desde 1936 aprende dibujo y modelado con el pintor José María Labrador y los escultores José Lafita y Juan Luis Vasallo. 
Se licencia en Derecho en la Universidad de Sevilla, ejerciendo como abogado durante 8 años. Posteriormente ingresa en la Escuela Superior de Bellas Artes aprendiendo de los profesores Pérez Aguilera y García Vázquez, en la sección de dibujo y con los escultores Vasallo Parodi y Cano Correa. Es en ese momento donde se decanta por la disciplina de la escultura y ejerce posteriormente como profesor titular en dicha facultad en la cátedra de Modelado. Obtuvo el grado de doctor en Bellas Artes en 1984 con la tesis Permanencia y vigencia de las formas y principios barrocos en los escultores-imagineros sevillanos del siglo XX. Asimismo fue secretario de dicho centro universitario y dirigió las tesis doctorales de otros escultores como Juan Manuel Miñarro o Sebastián Santos Calero.
Viaja por España y por Francia, y becado por la Asociación Dante Aligheri estudia en Italia. Estancias asimismo en Austria y Alemania. Concurre a exposiciones en Sevilla, Madrid, Barcelona, Valladolid, Alicante y Jaén, habiendo recibido la Medalla de Plata del Ateneo de Sevilla, Medalla de Oro de la Feria de Muestras de Sevilla, Premio de Escultura de la Real Maestranza en la Exposición de Otoño, de Sevilla y de Jaén.
El ministro de Educación de la República de Venezuela le otorgó la Medalla de la Orden de Andrés Bello en 1972. En 1973 el Gobierno Italiano le condecoró como Caballero de la Orden al Mérito de la República Italiana.
En 1981 fue elegido académico de la Real Academia de Bellas Artes de Santa Isabel de Hungría de su ciudad natal. Su discurso de ingreso lo dedica a la figura de su primo, Juan Balcera.
En su estudio siempre trabajó solo, pero es en la última etapa cuando decide ayudarse de un colaborador de taller. Se trata de Guillermo Martínez Salazar quien es hoy el único heredero artístico de este gran escultor.

## Obra

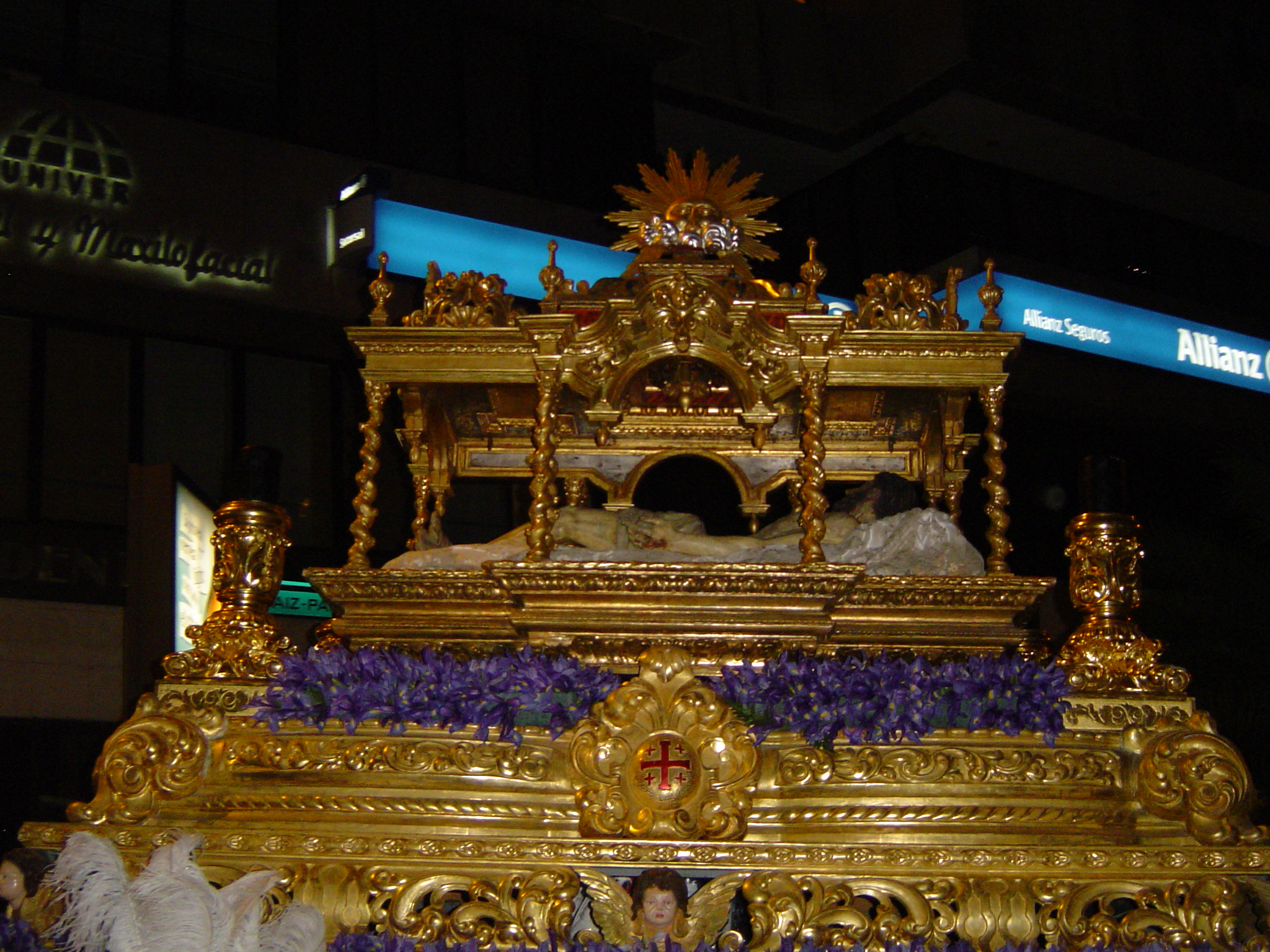
Paso del Cristo del Santo Sepulcro de Jaén.

La obra de Abascal combina la creación civil y la religiosa. Si en el campo de la obra monumental gustó de introducir elementos innovadores, en su producción religiosa sigue las maneras de la escuela barroca sevillana, aunque con detalles personales que acentúan el dramatismo de las obras pasionistas con policromías de especial dureza en los Cristos. 

### Imaginería religiosa

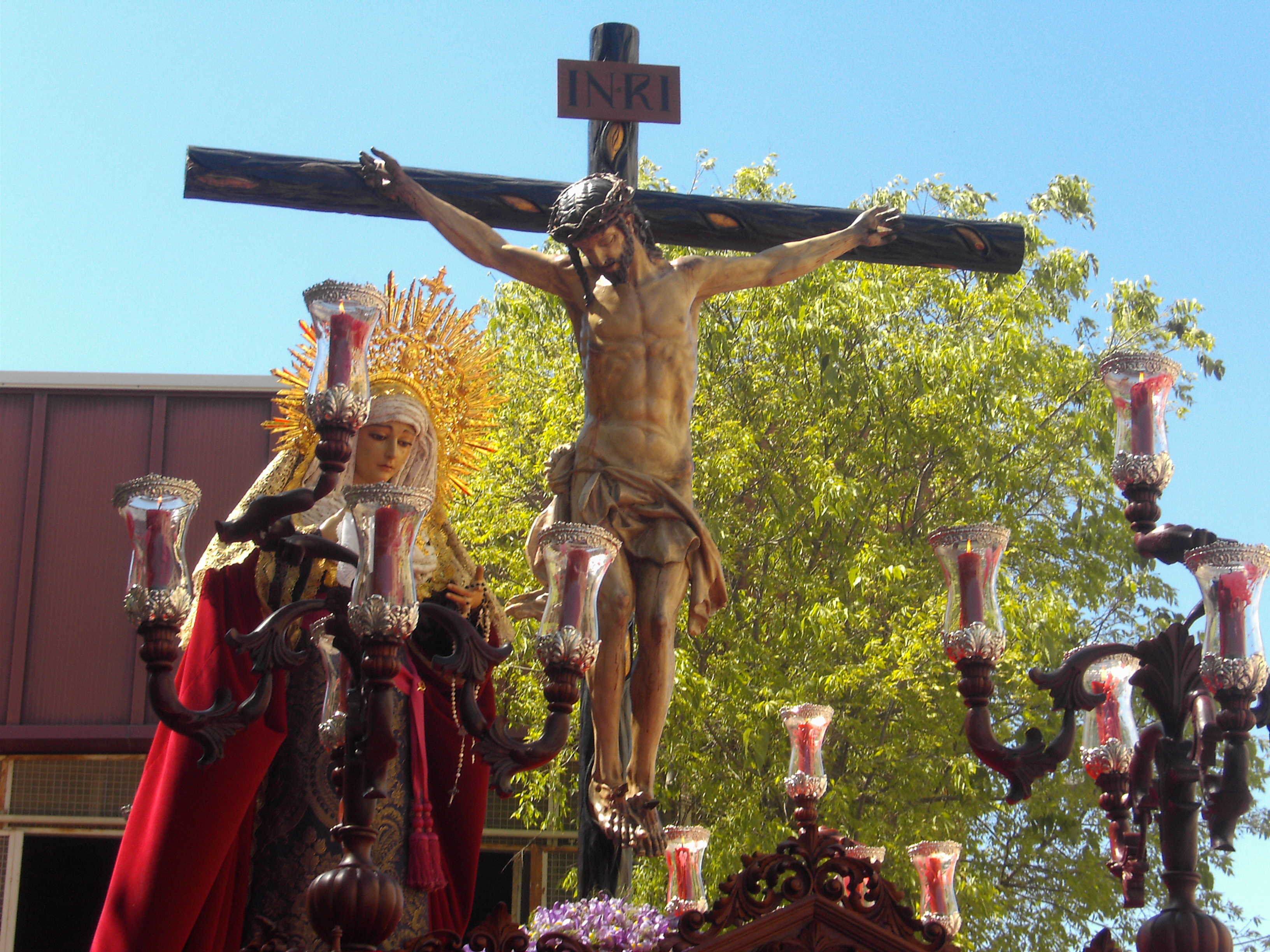
Cristo del Perdón de Huelva de 1981.

Sebastián Santos Calero definió así su imaginería

La producción de obras de carácter sacro que realizó y que podríamos resumir en un modelado suelto, fresco, lleno de ternura en los gestos y de sus rostros de vírgenes y santos. Una policromía que no enmascara el modelado, a modo casi de veladuras, aplicadas sin estucos; sencilla decoración de dorado o plata, con motivos geométricos y fijados con barniz de contacto.

En el ámbito de la imaginería religiosa realizó obras como:
- Virgen del Carmen. Parroquia de San Juan de Ávila, Huelva, 1958.
- Cristo y ángel de la Oración del Huerto. Congregación de la Vera+Cruz, Jaén, 1959.
- Los caballos del paso de misterio de la Hermandad de la Exaltación, conocida popularmente como los Caballos de Santa Catalina de Sevilla. 1960.
- Nuestra Señora de Guadalupe, réplica de la imagen de la Patrona Extremeña, para su Cofradía de Sevilla, 1960.
- María Santísima de la Estrella. Semana Santa de Ubrique, 1960.
- Ángel del Misterio de la Hermandad de las Aguas. Sevilla, 1962.
- Cristo yacente de la Cofradía del Santo Sepulcro. Jaén, 1965.
- Grupo escultórico del Beso de Judas. Hermandad del Perdón, Jaén, 1966.
- San Juan Evangelista de la Cofradía de la Soledad. Jaén, 1969.
- Virgen de la Concepción. Hermandad de Jesús, Sanlúcar la Mayor, 1969.
- Cristo de Los Olivos. Semana Santa de Santa Cruz de La Palma, 1969.
- Virgen de la Esperanza. Parroquia de Nuestra Señora de la Esperanza, Marinaleda, 1972.
- Nacimiento y San Rafael. Colección particular, Caracas, 1974.
- Grupo escultórico de la Sagrada Oración en el Huerto. Barbate , 1975-1986.
- San Juan Evangelista. Hermandad del Nazareno, Barbate, 1975.
- San Juan Evangelista. Hermandad de los Estudiantes, Sevilla, 1976.
- Un hombre, una mujer, dos niños y una niña para el paso de ‘la Borriquita’, de la Hermandad del Amor, de Sevilla, 1976-1978.
- Virgen de la Paz. Hermandad del Amor, Barbate, 1978.
- San José. Fachada del Ayuntamiento de Moguer, 1978.
- Virgen del Real. Santuario del Real, Barinas, 1980.
- Inmaculada Concepción, colección particular, Buenos Aires, 1981.
- Santísimo Cristo del Perdón. Parroquia de Santa Teresa, Huelva, 1981.

- Santa Teresa de Jesús. Parroquia de Santa Teresa, Huelva, 1981.
- Santa Teresa Jornet. Capilla del Asilo de Ancianos, Huelva, 1981.
- Jesús de la Humildad, mujer hebrea y soldado romano. Hermandad de la Humildad, Lebrija, 1981.
- Grupo del Expolio. Cofradía Marraja Cartagena, 1982.
- Virgen de Guadalupe, réplica escultórica de la pintura mexicana. Parroquia de Nuestra Señora de Guadalupe, El Almendro, 1983.
- Ntra. Sra. del Mayor Dolor. Lebrija , 1983.
- Virgen de los Dolores. Hermandad del Gran Poder, San Juan del Puerto, 1983.
- Grupo de la Condena de Jesús. Cofradía Marraja, Cartagena, 1984.
- Virgen del Rocío. Capilla de la Clínica Blanca Paloma, Huelva, 1984.
- Virgen de los Dolores. Catedral de La Plata, 1985.
- Virgen del Carmen. Parroquia de la Stella Maris, Málaga, 1986.
- María Auxiliadora. Ermita de María Auxiliadora, Fuentes de Andalucía. 1988.
- Cristo Resucitado. Parroquia de Nuestra Señora de Guadalupe, El Almendro, 1995.
- María Santísima de Gracia y Esperanza. Barbate , 1996.
- Entrada en Jerusalén, Jesús Nazareno y Virgen de los Dolores. Parroquia Matriz de Santa Úrsula, Adeje.
- San José con el Niño. El Rubio.
- San José con el Niño. Parroquia de Nuestra Señora de la Esperanza, Madrid.
- Jesús de Medinaceli. Casa de Pilatos, Sevilla.
- Beato Tito Bransdma, Convento del Buen Suceso, Sevilla.
- San Juan de la Cruz y Santa Teresa de Jesús. Convento del Santo Ángel, Sevilla.
- Inmaculada Concepción. Parroquia de Nuestra Señora de los Remedios, Sevilla.
- Crucificado. Parroquia de San Juan de Ribera, Sevilla.
- Inmaculada Concepción. Parroquia de San Marcos, Sevilla.
- Virgen de los Dolores. Parroquia de Santa Marina, Valverde de Mérida.
- Virgen de los Dolores. Parroquia de Nuestra Señora de la Asunción, Villanueva de la Serena.

Como restaurador, su tarea se extiende a lo largo de toda su vida y son incontables las obras que se le encomiendan, no solo en Sevilla sino en gran parte de Andalucía.

### Obra civil

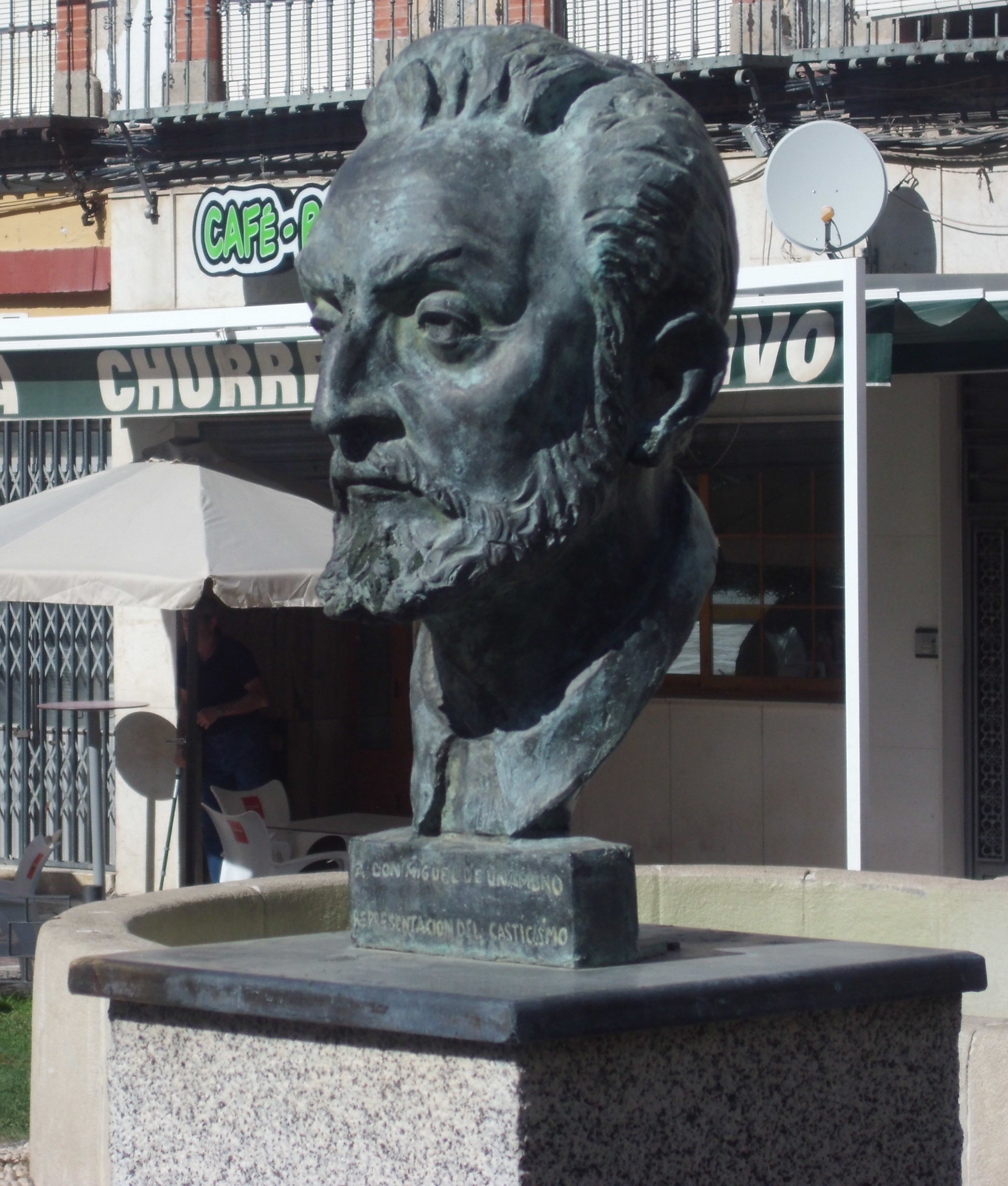
Cabeza de Miguel de Unamuno, Jódar

En el ámbito civil es autor de numerosos y conocidos monumentos que le darían nombre y relieve internacional. Destacan entre ellos el Monumento a Andrés Bello en Madrid (por cuya realización recibió la Medalla de Oro de la venezolana Orden de Andrés Bello) o el dedicado a Diego de Losada (fundador de Caracas). Para la ciudad venezolana de Acarigua realizó un busto de Francisco de la Hoz Berrio, mientras que en Guanare labraría el monumento en bronce al hermano Nectario María.
Pero sobre todo son reconocidos sus monumentos sevillanos, especialmente los situados en el conocido Parque de María Luisa. Así, la Alegoría de Portugal en 1955, los leones de la Fuente de los Leones (realizados en 1957 para sustituir a los anteriores de 1913) o los surtidores decorativos en la Plaza de América, también de 1957. En 1969 realizaría asimismo el Monumento a Dante Aligheri, también ubicado en la glorieta dedicada al poeta italiano en el Parque de María Luisa aunque en principio estuvo situado en la calle Romero Murube, junto al Real Alcázar de Sevilla. También realizaría la base de la columna central y los clavos de forja del templete de la Cruz del Campo.
Otros destacados monumentos sevillanos salidos de la mano de Abascal son el Monumento al Doctor Fleming, una curiosa muestra de monumento mural, recientemente retirado de su emplazamiento, junto al Hospital de la Macarena o el Monumento a Kansas City de 1969 (previo al indio explorador) en la Avenida del mismo nombre.
Destaca también entre su obra civil el busto de Don Miguel de Barbadillo, para el patio de las bodegas de Sanlúcar de Barrameda a las que dio nombre. Para la plaza de España de Jódar realizó los bustos de Miguel de Unamuno, Ortega y Gasset, Gregorio Marañón y Ramón y Cajal.